# Katona József Álmos
Katona József Álmos (Eger, 1989. augusztus 30. –) pályafutását Egerben kezdte angol-magyar szakos tanárként, később pedig a Magyar Nyelvstratégiai Intézet, majd a Magyarságkutató Intézet Nyelvtervezési Kutatóközpontjának tudományos munkatársa, vezetője volt.
Tanulmányai során lehetősége nyílt a nyelvészet, a fordítástudomány, az irodalomtudomány és általában véve a pedagógiaelmélet és -gyakorlat, valamint a neveléspszichológia behatóbb megismerésére. Ebből kifolyólag kutatási területei elsősorban a nyelvpedagógiát, az anyanyelvi nevelést és az idegennyelv-oktatást érintik, valamint az irodalmi hagyományszövegek (nyelvi) identitásalakításban és nyelvi készségfejlesztésben betöltött szerepét.

## Életút
Egerben nyolcosztályos gimnáziumi képzésbe járt, az Egri Dobó István Gimnáziumba, ahol latint, németet és angolt tanult. Ugyanitt folytatta egyetemi tanulmányait az Eszterházy Károly Főiskolán (ma: Eszterházy Károly Egyetem), ahol a Kepes György Szakkollégium tagja, az ottani Neveléstudományi tagozat vezetője is volt. Angol-magyar szakos tanári és európai uniós szaknyelvi szakirányú végzettsége megszerzése után az ELTE Bölcsészettudományi Kar Összehasonlító Irodalomtudományi Doktori Iskolájában abszolvált, jelenleg doktrojelölt.

## Munkásság
Egyetemi évei során érdeklődési területe leginkább a nyelvpedagógiára, az anyanyelv szerepére a magyarországi idegennyelv-oktatásban, a nyelvi készségfejlesztésre terjedt ki olyan jelentős tanáregyéniségek hatására, mint Budai László és Eőry Vilma.
A Magyarságkutató Intézet Nyelvtervezési Kutatóközpontjánál fő munkássága egy magyar nyelvi tervezési dokumentum (nyelvstratégia) előkészítését és összeállítást koordinálta.
Gyakorlótanárként és tananyagfejlesztőként társszerzője az Oktatási Hivatal által kiadott, a 2020-as NAT-ra épülő, "B" jelű 11.-es és 12.-es Magyar nyelv tankönyveknek, továbbá az emelt szintű magyar nyelv érettségigyakorlósornak és több elektronikus tananyagnak.

## Küldetés
Elsődleges küldetésének tartja, hogy munkáival hozzájáruljon a magyar anyanyelvű és anyanyelvi pedagógia és nevelés fejlesztéséhez, valamint általban véve is a magyar nyelv fejlesztéséhez: legyen szó nyelvoktatásról, anyanyelvi nevelésről, közérthető kommunikációról.

## Fordításművei
Tudományos publikációin túl hazai és nemzetközi kortárs kiadványokban jelentek meg versei és műfordításai. Utóbbiból kiemelendő W. B. Yeats A coat (Egy köntös) című versének, valamint John Fowles The Ebony Tower (Az ébenfa torony) című regényrészletének fordítása.

## Publikációk, megjelenések
Katona József Álmos – Maleczki József (szerk.) (2016): A pontos fogalmazás művészete. Budapest: Magyar Nyelvstratégiai Intézet.
Katona József Álmos – Szoták Szilvia – Kocsyné Takács Ildikó (szerk.) (2018): Nyelvünkben otthon? – Esélyt mindenkinek! Budapest: L'Harmattan – Magyar Nyelvstratégiai Intézet, 109 p.
Bódi Zoltán – Katona József Álmos (szerk.) (2018): Gazdaság és szaknyelv. Budapest: L'Harmattan – Magyar Nyelvstratégiai Intézet, 188 p.
Katona József Álmos (2018): Aránytalan nyelvhasználat az idegen nyelvi órákon, nyelvoktatásunkban. In: Dombi Judit – Farkas Judit – Gúti Erika (szerk.): Aszimmetrikus kommunikáció – aszimmetrikus viszonyok. Konferencia helye, ideje: Pécs, Magyarország 2017.08.30. – 2017.09.01. Bicske: SZAK Kiadó, pp 248–264.
Katona József Álmos (2019): A határon túli nyelvhasználat és a határon túl használt tankönyvek nyelvezetének összefüggései. ÚJ PEDAGÓGIAI SZEMLE (1215-1807 1788-2400): 69 5-6 pp 78–94.
Katona József Álmos (2019): Miért nem kellene lájkolni? Újságcikk. HEVES MEGYEI HÍRLAP (0865-9109): 30 266 pp 11–11
Katona József Álmos (2019): A nagy székely mesemondó: Jobban oda kellene figyelnünk Benedek Elek életművére. Újságcikk. HEVES MEGYEI HÍRLAP (0865-9109): 30 226 pp 12–12
Katona József Álmos (2020): A népmesék és a(z anya)nyelv : A mese mint nyelvi természetű identitásalakzat. In: Berta Péter – Vizi László Tamás (szerk.): A Magyarságkutató Intézet évkönyve 2019. Budapest: Magyarságkutató Intézet, pp 251–276 (2020) (A Magyarságkutató Intézet Kiadványai 2677-0261; 11)
Katona József Álmos (2020): Kultúra – nyelv – hagyomány, avagy hagyományszövegeink szerepe mindennapjainkban. Online cikk. Közzétéve: 2020. január 22., MKI Hírek
Katona József Álmos (2020): „Nem tehetek arról, hogy megszülettem, és nem tehetek arról, hogy meghalok. Ami a kettő között van, arról tehetek.” Online cikk. Közzétéve: 2020. február 27., MKI Hírek
Takaró Mihály: Tőkéczki és Takaró – Történelem és irodalom mindenkinek (2021): A magyar gyermekirodalom. Az interjút adta: Katona József Álmos és  Sándor Csilla. Műsoridő: 2021. március 29., M5